# チメロサール
チメロサール (thimerosal) は有機水銀化合物であり、防腐剤として使われる。化学名はエチル水銀チオサリチル酸ナトリウム（エチルすいぎんチオサリチルさんナトリウム、Ethylmercurithiosalicylate sodium salt）である。
人体に吸引されると分解されエチル水銀が生じる。

## 性質
チメロサールはやや不安定な化合物であり、光によって分解する。またナトリウム塩であるため水に溶けやすい。チメロサール全体のモル質量は404.81であるが、水銀の原子量は200.59であるので質量のほぼ半分を水銀が占めている。投与されたチメロサールの一部は、好中球やマクロファージによって無機化される。

## 毒性
チメロサールは吸入、摂取および皮膚との接触により非常に有毒であり（ECのハザードシンボルはT+）、累積効果の危険性がある。また、水生生物にとっても非常に有毒であり、水生環境に長期の悪影響を及ぼす可能性がある（ECのハザードシンボルはN）。人間の体内では、代謝されるか、またはエチル水銀（C2H5Hg+）とチオサリチル酸に分解される。

### 自閉症との関係
チメロサールは殺菌作用を持つことから、1930年代からワクチンや目薬の保存料として利用されてきた。しかしチメロサールは体内で分解してエチル水銀を遊離するため、アメリカを中心に水銀による被害と疑われる自閉症患者の事例が報告されるようになった。1990年代に入るとワクチン中のチメロサールの含有量を低減したり、他の殺菌剤への転換が進められるようになった。これはワクチン1本ずつに含まれる有機水銀量はわずかであっても、乳幼児期には三種混合ワクチンなどの予防接種を繰り返すことで、結果的にかなりの量の水銀が体内に入ることが危惧されたためである。世界的にも、ワクチン保存料としての使用は論争の的となり、欧州連合では、定期的な小児期ワクチンから段階的に廃止され、他の少数の国でも大衆の不安に応える形で使用が廃止された。日本でも予防学的な観点から、ワクチンからチメロサールを除去・減量する努力が行われている。
しかし2000年代初頭現在、チメロサールと自閉症との因果関係については科学的には否定的とされる。世界保健機関の世界ワクチン安全イニシアティブ会議では、自閉症との関係を指摘する従来の研究には方法論的欠陥があること、ワクチンからチメロサールを除去した後でもアメリカで自閉症患者が増大していることから、この因果関係を否定している。また、有機水銀の蓄積に関しても、メチル水銀に比べてエチル水銀の半減期は3〜7日と短く、十分な毒性レベルには達しないことから否定されている。2000年代初頭の科学的なコンセンサスでは、チメロサールが自閉症の原因であるという恐れは根拠が無いとみなしており、厚生労働省もこれを支持している。

## 日本におけるワクチンでの使用
日本では2012年12月に四種混合ワクチンが導入されたので、それまで乳幼児の定期予防接種としていた三種混合（破傷風、ジフテリア、百日咳）ワクチンのチメロサール含有を考慮する必要はなくなったが、追加接種のDTで用いる沈降ジフテリア破傷風混合トキソイドや、インフルエンザHAワクチン、沈降B型肝炎ワクチン、沈降破傷風トキソイドの一部にチメロサールを含有している製品がある。製薬会社ごとにチメロサールの含有量は異なる。インフルエンザHAワクチンでの含有量は、1990年代に比較して10分の1以下と大幅に減量（1回の注射量0.5 mL中2〜4 µgのチメロサール〈1〜2 µgの水銀〉）されている。
現在承認されているインフルエンザHAワクチンは、フルービックHA（田辺三菱製薬）のみチメロサールフリー（非含有）であるが、2016年度は製造されない。2017年度のチメロサールフリーは、フルービックHAシリンジのみである。

## 日本における血漿での利用
1960年代まで、日本赤十字社が製造していた血漿（液状）は、防腐剤にチメロサールが使用されていた。1970年2月、1か月間にわたり約8000ccの血漿を点滴していた難病患者が有機水銀中毒を発症して死亡する事例が発生。血漿に含まれる水銀の量は1万分の1と微量であり一般患者には問題のない量とされたが、当年度にチメロサールを使用した血漿は回収が行われて市場から姿を消した。

## ピロキシカムとの相互作用
チメロサールを含有したワクチンなどを使用したことなどが原因で、チメロサールに感作されていた場合、ピロキシカムを投与すると交差感作が発生し、結果としてピロキシカムによる光線過敏症の発症に関与しているのではないかとする報告がある。